# Saskia Bartusiak
Saskia Bartusiak (Frankfurt, 9 de setembre de 1982) és una defensa exinternacional amb Alemanya.
Va jugar 101 partits amb la selecció, i ha participat amb ella a dos Jocs Olímpics, tres Mundials i dues Eurocopes. Ha guanyat un Mundial, totes dues Eurocopes i un or olímpic a Rio de Janeiro 2016. Es va retirar de la selecció després de guanyar aquest últim trofeu, als 33 anys.
Ha desenvolupat tota la seva carrera a la seua ciutat natal, Frankfurt, especialment al 1.FFC Frankfurt, amb el qual ha guanyat tres Lligues de Campions. També ha guanyat dues Bundeslligues i tres Copes de la DFB, i va participar en el triplet de la temporada 2007-08.
Juntament amb les seves companyes de la selecció, al 2007 va rebre el Llorer daurat, el màxim reconeixement esportiu a Alemanya, per la seva victòria al Mundial.

## Trajectòria
| Temporades    | Lliga             | Club              | P   | G  | Actualitzat |
| ------------- | ----------------- | ----------------- | --- | -- | ----------- |
| 00/01 - 04/05 | D1                | FSV Frankfurt     | 113 | 26 |             |
| 05/06 - act.  | D1                | 1.FFC Frankfurt   | 155 | 17 | 19/11/2016  |
|               |                   |                   |     |    |             |
|               | Selecció sub-18   | Selecció sub-18   | 01  | 0  |             |
|               | Selecció sub-21   | Selecció sub-21   | 011 | 0  |             |
| 2007 - 2016   | Selecció absoluta | Selecció absoluta | 101 | 03 | 19/08/2016  |

## Palmarès
| Títols — Seleccions nacionals |
| 1 Jocs Olímpics               |
| 1 Mundial                     |
| 2 Eurocopes                   |
| 1 Eurocopa sub-19             |
| Títols — Clubs                |
| 3 Lligues de Campions         |
| 2 Lligues                     |
| 4 Copes                       |
| Reconeixements — Premis       |
| 1 Llorer daurat               |